# ごきげんよう、小春さん
『ごきげんよう、小春さん』（ごきげんよう こはるさん、英語: How do you do, Koharu）は、葉月かなえによる日本の漫画作品。『デザート』（講談社）にて、2019年8月号より連載中。連載開始時には、第1話と第2話が同時に掲載された。

## 過去作品との関わり
第4話にて小春の本名が「黒沢凪」であることが判明し、第5話にて兄の大和、第6話ではめいも登場することから、作者の前作の『好きっていいなよ。』の凪を主人公とした物語である。第5話で駿の父親の名前が「隼人」、第10話で母親の名前が「杏奈」であることも判明し、駿は作者の過去作『堀高 ハネモノレンジャー』の杏奈と隼人の息子である。

## あらすじ
主人公・小春は配信者をしており、睡眠時間を削ってでも配信をするくらいハマっているが、ご無沙汰である恋愛にも興味を持っている。小春の働くメイド喫茶に迷惑な客が現れる。その連れの1人・駿が後日謝罪に来た際に「好き」だと言われ、意識をする小春。しかし駿がリスナーになり、小春の店の常連になり、ストーカーの一歩手前の状態になり、小春は困惑する。睡眠不足により倒れた小春を助けた駿のことを小春は気になり始め、交際を開始する。駿の前では「小春」ではなく「黒沢凪」として過ごしたいと考えていた小春。しかし周囲に交際を隠し、外で距離を取ろうとする駿に、小春は悩むのであった。兄・大和の妻であるめいにアドバイスを貰い、家でデートをするが、小春の家から出て来たところをあいに見られてしまう。あいが小春と駿のツーショット写真を掲示板に載せたことにより炎上するが、駿を守るために交際を否定する。落ち込む小春に、あかねはあいに注意した方がいいと助言をする。父親から「彼女に守られるな、彼女を守れ」と激励を受け、決意をした駿。小春は駿とともに、配信で交際していることを話す。

## 登場人物

### 主な登場人物
小春（こはる） / 黒沢 凪（くろさわ なぎ）
主人公。19歳。平均閲覧数2000人の大手配信者。配信を始めて3年目。小春はハンドルネームで、本名は黒沢凪。Rosette（ロゼット）というメイド喫茶で働いている。美人で配信者という華やかな職業とは裏腹に暗い性格で友人関係は希薄である。実家に迷惑をかけないよう、一人暮らしをしている。過去に彼氏がいたことがある。兄が好きで、結婚するなら兄のような人がいいと考えていた程のブラコン。料理が趣味。
駿（しゅん）
外見とは裏腹に素直な性格。工事現場で働いている土木作業員。実家暮らし。弟がいる。趣味はなかったが、小春をきっかけに配信に興味を持つ。過去に「つまらない」という理由で彼女に振られたことがある。非喫煙者だが、父親が喫煙するため、煙草の匂いがする。
あい
小春の同僚。小春のリスナーで、小春を追って同じ店で働くようになった。表面上では親しくしているが小春に嫉妬している。
あかね
小春の配信者仲間。ジェンダーレス女子で、恋愛対象が両性のため、女性のガチ恋勢がいる。小春が配信を始めたばかりのころからのつき合いで、憧れの人。小春とは料理の話で気が合い、配信外で会うような仲になった。彼氏がいる。
ゆう
小学校のころから一緒に過ごし、過去には交際もしたが、受験により疎遠になった。家庭科が好きで小春と趣味を共有していたが、小春がインターネットの世界を知り、それを心配したゆうに対し傷つける言葉を言ったことが、ぎくしゃくするきっかけとなった。

### 過去作品からの登場人物
大和（やまと）
小春の兄。けんちゃんという息子がいる。
めい
大和の妻。小春に恋愛のアドバイスをする。
めぐみ
インタビュー記事でのみ登場。強く生きている。
隼人（はやと）
駿の父親。子供にアイスを食べられて怒り、妻にたしなめられるという、大人げない性格。駿の母親のことを「杏奈」と名前で呼んでいる。
杏奈（あんな）
駿の母親。

## 書誌情報
- 葉月かなえ『ごきげんよう、小春さん』講談社〈KCデザート〉、既刊2巻（2020年10月13日現在）
  1. 2019年10月11日発売[2][講 1]、ISBN 978-4-06-517460-9
  2. 2020年10月13日発売[講 2]、ISBN 978-4-06-520500-6

### 講談社コミックプラス
以下の出典は講談社コミックプラス（講談社）内のページ。書誌情報の発売日の出典としている。
1. ↑  “ごきげんよう、小春さん（1）”. 講談社コミックプラス.   講談社. 2021年4月22日閲覧。
2. ↑  “ごきげんよう、小春さん（2）”. 講談社コミックプラス.   講談社. 2021年4月22日閲覧。